# Lebedev (cratère)
Pour les articles homonymes, voir Lebedev.
Lebedev est un cratère lunaire situé sur la face cachée de la Lune. Il se trouve à l'extrémité orientale de la Mare Australe. Le cratère se trouve au sud-est du cratère Lamb (en) et à l'est-nord-est du cratère Anuchin. Au sud-est du cratère Lebedev, se situe un plus petit cratère, nommé Cassegrain. Lebedev est un cratère usé et érodé avec un bord extérieur irrégulier, mais sans impacts significatifs recouvrant le rebord du cratère. Il y a quelques petits craterlets le long de la paroi intérieure. La caractéristique la plus distinctive de ce cratère, cependant, est l'obscurité, le sol ayant été recouvert par de la lave.
En 1970, l'Union astronomique internationale lui a attribué le nom de Lebedev en l'honneur du physicien russe Piotr Lebedev.
Par convention, les cratères satellites sont identifiés sur les cartes lunaires en plaçant la lettre sur le côté du point central du cratère qui est le plus proche de Lebedev.
| Lebedev | Latitude | Longitude | Diamètre |
| ------- | -------- | --------- | -------- |
| C       | 45.0° S  | 111.0° E  | 34 km    |
| D       | 44.6° S  | 112.5° E  | 34 km    |
| F       | 47.5° S  | 110.8° E  | 18 km    |
| K       | 49.7° S  | 108.9° E  | 22 km    |